# Урлешть
Урлешть, Урлешті (рум. Urlești) — село у повіті Галац в Румунії. Входить до складу комуни Корнь.
Село розташоване на відстані 209 км на північний схід від Бухареста, 55 км на північ від Галаца, 141 км на південь від Ясс.

## Населення
За даними перепису населення 2002 року у селі проживали 567 осіб, усі — румуни. Усі жителі села рідною мовою назвали румунську.